# Fuad Hussein

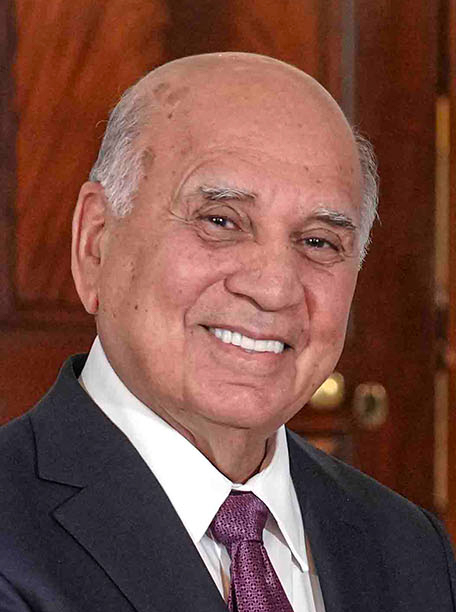
Fuad Hussein 2025

Fuad Hussein (arabisch فؤاد حسين, DMG Fuʾād Ḥusain, Sorani فوئاد حوسێن‎, * 1946 in Chanaqin, Königreich Irak) ist ein irakischer Politiker. Seit dem 6. Juni 2020 ist er Außenminister seines Landes in der Regierung des Premierministers Mustafa Al-Kadhimi. Zuvor amtierte er in der Regierung von Adil Abd al-Mahdi als irakischer Finanzminister.

## Werdegang
Fuad Hussein ist kurdischer Abstammung. 1971 schloss er die Universität Bagdad ab. Danach studierte er in den Niederlanden internationale Beziehungen. 2003, nach dem Sturz von Saddam Husseins Regime, wurde er zum Senior Advisor im irakischen Bildungsministerium ernannt und spielte eine wichtige Rolle bei der Ausarbeitung neuer Lehrpläne für irakische Schulen. Danach wurde er zum Stabschef von Masud Barzani.
2018 wurde Hussein für das Amt des irakischen Staatspräsidenten nominiert, verlor die Abstimmung im Parlament jedoch mit 22 zu 219 Stimmen gegen Barham Salih. Im selben Jahr wurde er Finanzminister unter Premierminister Abd al-Mahdi. Seit Juni 2020 ist er Außenminister unter Premierminister Al-Kadhimi.
Hussein spricht Kurdisch, Englisch, Arabisch und Niederländisch.